# Hubert Sébéloué
Hubert Sébéloué, né en 1956 et mort le  24 mai 2021, à Ouanary en Guyane est un footballeur français. Il est le frère cadet du musicien José Sébéloué.